# Fotogeleiding
Fotogeleiding is de toename van elektrische geleiding in een halfgeleider of isolator als gevolg van de absorptie van elektromagnetische straling, zoals zichtbaar licht, ultraviolet licht, infrarood licht of gammastraling. Het effect van fotogeleiding werd in 1873 ontdekt door Willoughby Smith nadat hij seleen had blootgesteld aan zonlicht.

## Werking
Elektromagnetisch straling bestaat uit fotonen. Heeft een foton voldoende energie dan kan deze in een halfgeleider een elektron aanslaan, ofwel de elektron verplaatst zich van de valentieband naar de geleidingsband. Naast het extra elektron in de geleidingsband ontstaat in de valentieband een "gat", ofwel een ontbrekend elektron. Zowel de extra elektronen in de geleidingsband alsmede de gaten in de valentieband verhogen de elektrische geleiding van het materiaal.

## Toepassingen
Fotocellen die in de fotografie als belichtingsmeter gebruikt worden, werken op basis van fotogeleiding. Daarnaast vindt praktische toepassing van fotogeleiding onder meer bij televisieopnamebuizen, infrarooddetectoren en in de elektrofotografie, terwijl fotogeleiding ook een fundamentele rol speelt bij de vorming van het fotografisch latente beeld en in xerografie.